# 1995 no jornalismo
Nesta página encontrará referências aos acontecimentos directamente relacionados com o jornalismo ocorridos durante o ano de 1995.

## Eventos
- 6 de setembro — Começou a ser editada em Portugal, dois anos após ter sido editada no Brasil, a revista cor-de-rosa "Caras".

## Nascimentos
| Data          | Nome         | Profissão  | Nacionalidade | Observações | Ref |
| ------------- | ------------ | ---------- | ------------- | ----------- | --- |
| 3 de dezembro | Nilson Klava | jornalista | Brasil        |             |     |

## Mortes
| Data           | Nome                                 | Profissão                                                 | Nacionalidade                              | Observações | Ref |
| -------------- | ------------------------------------ | --------------------------------------------------------- | ------------------------------------------ | ----------- | --- |
| 2 de fevereiro | André Frossard                       | jornalista e escritor                                     | França                                     | n. 1915     |     |
| 6 de maio      | Maria Pia de Saxe-Coburgo e Bragança | escritora, jornalista e reivindicadora ao trono português | Reino Unido de Portugal, Brasil e Algarves | n. 1907     |     |
| 1 de outubro   | Ibrahim Sued                         | jornalista e apresentador de televisão                    | Brasil                                     | n. 1924     |     |